# USS Grayback (SS-208)
Lo USS Grayback (codici e numeri d'identificazione SS-208) fu uno dei dodici sommergibili della classe Tambor, indicato anche come uno dei sei di classe Gar, costruito durante la seconda guerra mondiale per la United States Navy, la marina militare degli Stati Uniti d'America. Il suo nome, prima unità a portare tale denominazione, fa riferimento al Coregonus artedi, un pesce della famiglia dei Salmonidi, conosciuto con numerosi nomi comuni tra cui lake herring (aringa di lago) e di primaria importanza nella pesca commerciale nella regione dei Grandi Laghi.

## Servizio operativo
Il Grayback portò a termine nove missioni nell'area pacifica. La decima uscita fu la più fruttuosa in termini di naviglio nemico affondato ma anche l'ultima. L'unità salpò da Pearl Harbor il 28 gennaio 1944, diretta verso il Mar Cinese Orientale. Il 24 febbraio trasmise via radio una comunicazione sull'affondamento di due mercantili e sul danneggiamento di altri due. Sei giorni dopo fu ricevuto il suo ultimo rapporto relativo all'affondamento della nave cisterna Nanho Maru e del pesante danneggiamento della Asama Maru. Con soli due siluri a disposizione, ricevette l'ordine di rientrare alla base di Midway dov'era atteso per il 7 marzo. Non giungendo a destinazione, il giorno 30 la ComSubPac (Commander, Submarine Force, U.S. Pacific Fleet) lo dichiarò disperso con la perdita di tutto l'equipaggio.
Grazie ai dati rinvenuti sui registri di guerra catturati alla Marina imperiale giapponese dopo la guerra, furono ricostruite le ultime ore del Grayback: il 27 febbraio, dopo avere attaccato e affondato con gli ultimi siluri rimasti il trasporto Ceylon Maru, fu individuato da una portaerei e subito ingaggiato dai suoi apparecchi. Colpito da una bomba, il sottomarino affondò in pochi istanti. Fu comunque ordinato un ulteriore attacco con ordigni di profondità lungo la scia di bolle d'aria visibili dalla superficie. Solo con l'emersione di chiazze d'olio fu cessato il fuoco.
Il Grayback aveva affondato, nel corso della sua ultima missione, 21.594 tonnellate di naviglio giapponese.
Tuttavia, a causa di un errore di traduzione, la posizione esatta del relitto non era stata mai localizzata fino al 2019, quando la squadra Lost 52 ha scoperto e corretto l'errore di codifica e lo ha localizzato al largo di Okinawa.
In totale, il Grayback, aveva distrutto 63 835 ton complessivi di unità navali nemiche affondate e fu il ventesimo tra i sommergibili US Navy, ventiquattresimo per quantità di unità affondate (24). Fu inoltre insignito di otto Battle star per il suo operato.